# Ziya Babaşov
Ziya Kamal oğlu Babaşov (ur. 6 stycznia 2002) – azerski zapaśnik walczący w stylu klasycznym. 
Złoty medalista MŚ wojskowych w 2023.
Pierwszy na ME U-23 w 2024; drugi w 2022 i 2025. Drugi na ME kadetów w 2019 roku.